# Acalymma trivittatum
Acalymma trivittatum es un coleóptero de la familia Chrysomelidae. Es considerado una seria plaga de plantas de la familia Cucurbitaceae. Fue descrito en 1843 por Mannerheim.
Se encuentra en el oeste de los Estados Unidos y en México.